# Tirania (género)
Tirania (género) é um género botânico pertencente à família Capparaceae..